# Hodder Stjernswärd (1885–1974)
Carl Hodder Baltzar Stjernswärd, född 4 december 1885 i Färlövs församling i Kristianstads län, död 11 januari 1974 i Lunds Allhelgonaförsamling i Malmöhus län, var en svensk militär (major), stuterichef och hovstallmästare från 1946.

## Biografi
Stjernswärd var son till kammarherre Philip Stjernswärd och Henriette de Maré. Han avlade studentexamen 1906 och officersexamen 1908. Stjernswärd tillträdde som underlöjtnant vid Skånska dragonregementet (K 6) 1908 och blev slutligen ryttmästare 1923. Efter försvarsbeslutet 1925 sattes Stjernswärd 1927 på övergångsstat men han befordrades 1936 till major i armén. Han var hovstallmästare från 1946.
Han var ledamot av remonterstyrelsen 1925–1927, remonternämnden 1927–1936, statens ledamot i första distriktets hästpremieringsnämnd 1929–1933, chef för Strömsholms hingstdepå 1932–1936, ordförande i andra distriktets hästpremieringsnämnd 1934–1936, stuteriutredningskommissionen 1937, byråchef vid lantbruksstyrelsen och chef för dess stuteribyrå 1936–1939. Stjernswärd var vidare chef för Flyinge hingstdepå och stuteri 1939–1954 och ordförande i första distriktets hästpremieringsnämnd 1940–1957. Han var även ordförande i Sveriges stuteribokstyrelse från 1941 och Föreningen Skånska dragoner från 1944. Stjernswärd var också medarbetare i diverse böcker och tidskrifter.
Stjernswärd gifte sig 1921 med Ingrid Löwenborg (1894–1965), dotter till överste F W Löwenborg och Ewa Treschow. Han var far till Ewa (1923–1966) och överste 1. graden Hodder Stjernswärd (1924–2021). Makarna Stjernswärd är begravda på Vittskövle kyrkogård.

## Utmärkelser
Stjernswärds utmärkelser:
- Minnestecken med anledning av Konung Gustaf V:s 90-årsdag (GV:sJmtll)
- Kommendör av Vasaorden (KVO)
- Riddare av Svärdsorden (RSO)
- Riddare av Nordstjärneorden (RNO)
- Kommendör av 1. klass av Finlands Lejons orden (KFinlLO1kl)
- Kommendör med stjärna av Isländska falkorden (22 april 1954)[5]
- Officer av Franska orden Mérite agricole (OffFrMérAgr)
- Hushållningssällskaps guldmedalj (HushGM)